# Aglaothorax propsti
Aglaothorax propsti är en insektsart som först beskrevs av Rentz, D.C.F. och Weissman 1981.  Aglaothorax propsti ingår i släktet Aglaothorax och familjen vårtbitare. Inga underarter finns listade i Catalogue of Life.